# 無名劇団
無名劇団（むめいげきだん）は、日本の劇団である。大阪市を拠点に活動している。2代目である現代表は俳優・劇作家・演出家の島原夏海。

## 概要
近代文学から現代を見る『無名稿シリーズ』と、私的体験をテーマに人の痛みに寄り添う『私戯曲シリーズ』の、異なる2名の脚本家と上演形態を有する。
1年に2 - 3回の本公演のほか、アトリエでの公演、フェスティバルやシンポジウムへの参加など、精力的に活動中。また、劇団内に教員経験者が4名在籍することから、学校での演劇ワークショップなどにも力を入れている。ワークショップデザイナー資格を持つ劇団員も3名在籍する。
2020年11月に大阪市西成区の鶴見橋商店街の空き店舗を改装し劇団アトリエを開設。以来毎年、同商店街にまつわる実話をモチーフとした作品を実際の店舗やアトリエで上演するシリーズを開催するなど、演劇による街の魅力発信・交流といった地域に密着した活動も活発に行っており、2022年に大阪市芸術活動振興事業助成金の特別助成にも採択されている。
2024年4月に一般社団法人として法人化。

## 劇団員
- 島原夏海
- 柊美月
- 今井桃子
- 太田雄介
- 泉侃生
- 東田萌希
- 天知翔太
- 佐伯春樹
- 山本直子（制作）
- 中條岳青（脚本）
- ほか、サポートメンバー[注釈 1]

## 沿革
2002年4月、初代代表・中條岳青ら追手門学院大手前中学校・高等学校演劇部の卒業生と顧問（島原夏海の母）により旗揚げ。
2007年、中條作『プラズマ』がテアトロ新人戯曲賞佳作を受賞。
2009年の第16回公演『プラズマ』後に、5年間の活動休止。
2014年8月、2代目代表・島原夏海のもと、20代の女性を中心に、島原と制作の山本以外は新メンバー（そののち中條も翌2015年に復帰）という新たな体制で再始動。
2015年
- 1月、第20回公演『ざわざわ、ぞわり』（脚本・演出：水島みほこ[注釈 2]）[8]
- 5月、第21回公演『無名稿 あまがさ』（脚本：中條岳青、演出：島原夏海） - 應典院舞台芸術祭 space×drama 2015[9]に参加、優秀劇団選出。
- 8月、『無名稿 あまがさ』20分ver - 教文演劇フェスティバル[10]に参加、予選1位で決勝進出。

2016年
- 1月、第22回公演『恋人がビックフット』（脚本：みずしまみほこ、演出：島原夏海） - ウイングカップ6[11]に参加、優秀賞受賞。
- 5月、『カルビ』（脚本：中條岳青、演出：島原夏海） - Display×Drama Bedroom Show Battleに参加、優勝。
- 6月、應典院舞台芸術祭 space×drama 2016 協働プロデュース公演 第23回公演『無名稿 機械』（脚本：中條岳青、演出：島原夏海） - 應典院舞台芸術祭 space×drama 2016[12]に参加、演出賞受賞。
- 12月、第24回公演『ハッスル☆ライフ〜生暖かい部屋で〜』（脚本・演出：島原夏海） - ウイングカップ7[11]に参加、審査員特別賞受賞。

2017年
- 5月、第25回公演『無名稿 出家とその弟子』（脚本：中條岳青、演出：島原夏海） - 應典院舞台芸術大祭 space×drama ○（）[注釈 3][13]に参加。
- 6月、第26回公演『無名稿 侵入者』（脚本：中條岳青、演出：島原夏海） - 平成29年度アイホール次世代応援企画 break a leg[14]に選出。
- 11月、第27回公演 應典院寺町倶楽部共催『私戯曲 りんごのうた』（脚本・演出：島原夏海）[15]

2018年
- 3月、第28回公演『青のマクベス』（脚本：中條岳青、演出：島原夏海）
- 5月、中之島春の文化祭2018参加作品『無名稿 あまがさ』（脚本：中條岳青、演出：島原夏海）
- 5月、滋賀県・慈専寺公演『無名稿 出家とその弟子』（脚本：中條岳青、演出：島原夏海）
- 11月、第29回公演『ハマったら出られなくなりまして』（脚本・演出：島原夏海）[16]

2019年
- 1月、第30回公演『私戯曲 りんごのうた 愛情編』（脚本・演出：島原夏海）
- 5月、中之島春の文化祭2019参加作品『友達を焼いた』（脚本・演出：島原夏海）[17]
- 7月、第31回公演『プラズマ2019』（脚本：中條岳青、脚色・演出：島原夏海）[18]
- 11月、滋賀県・長順寺公演『私戯曲 りんごのうた』（脚本・演出：島原夏海）
- 11月、第32回公演『無名稿 ろまん燈籠』（脚本：中條岳青、演出：島原夏海）

2020年
- 1月、コモンズフェスタ2020参加作品『友達を、焼いた。』（脚本・演出：島原夏海）
- 5月、初HEP HALL[注釈 4]上演予定であった『BOMB AI YEAH!』（脚本：中條岳青、演出：島原夏海）が、コロナ禍による緊急事態宣言のため延期[19]。
- 8月、第34回公演『ざわざわ、ぞわり』（脚本：みずしまみほこ、演出：島原夏海） - 無観客ライブ配信。
- 9月、ターニングポイントフェス参加作品『ゆるすまじ』（脚本・演出：島原夏海）[20]
- 11月、大阪市西成区の鶴見橋商店街にアトリエを開設。アトリエ杮落し公演（脚本・演出：島原夏海）
- 12月、第2回アトリエ公演（脚本・演出：島原夏海）

2021年
- 2月、豊中市主催 SENRITOよみうりホール活用事業 第35回公演『私戯曲 りんごのうた 愛情編』（脚本・演出：島原夏海）[21]
- 3月、大大阪舞台博覧会2021[22]参加作品『波高けれども晴天なり 15分短編ver.』（脚本・演出：島原夏海）
- 3月、第36回公演『あと9分で決めてよ。』（原作：みずしまみほこ、脚色・演出：島原夏海）
- 4月、第37回公演『波高けれども晴天なり』（脚本・演出：島原夏海）[23]
- 6月、第3回アトリエ公演（脚本・演出：島原夏海）
- 7月、豊中市主催 SENRITOよみうりホール活用事業 第38回公演『友達を、焼いた。』（脚本・演出：島原夏海）[24]
- 11月 - 12月、『連続商店街ドラマ』シリーズ[注釈 5]

2022年
- 5月・6月、初製作の映画作品『ボンバイエ！』（監督・脚本：島原夏海）が大阪と東京の映画館で上映[25][26]。
- 8月 - 9月、東京進出となる初の2都市ツアー公演・20周年記念公演『プラズマ-再臨-』（脚本：中條岳青、脚色・演出：島原夏海）[27][28] - 東京公演で第34回池袋演劇祭に参加、豊島新聞社賞およびCM大会賞受賞[29]。
- 11月、滋賀県・長順寺公演『無名稿 出家とその弟子』（脚本：中條岳青、演出：島原夏海）
- 11月 - 12月、大阪市芸術活動振興事業助成金・特別助成採択[3]『商店街連続ドラマ』シリーズ（連続商店街演劇「ここは西成、鶴見橋商店街」）

2023年
- 3月、アトリエ ロングラン公演『あげとーふ』（脚本：中條岳青、脚色・演出：島原夏海）[注釈 6] /『4人のアケミ』（脚本：細井庸平、演出：島原夏海）[31]
- 5月、中之島春の文化祭2023参加作品『コインランドリー 改』（脚本・演出：島原夏海）[32]
- 7月、尾形大吾プロデュース 無名劇団 共催公演『ほこりにまみれろ』（脚本・演出：島原夏海）[33]
- 8月、萬劇場 夏の短編集〜折戸通りの小さなストーリー参加作品『好きにまみれろ』（脚本・演出：島原夏海）[34]
- 10月、『あなとうと』（脚本・演出：島原夏海）[35]
- 11月、関西演劇祭2023参加作品『あげとーふ』（原作：中條岳青、脚色・演出：島原夏海） - 審査員特別賞受賞[36]。
- 12月、主催企画「鶴見橋演劇祭」を開催し、『わろてんか商店街』（脚本・演出：島原夏海）を上演[37]。

2024年
- 3月、関西演劇祭 in Tokyo参加作品『あげとーふ』（原作：中條岳青、脚色・演出：島原夏海）[38]
- 4月、劇団を法人化。
- 4月、春のアトリエ公演『ゆるすまじ』（脚本・演出：島原夏海）[39]
- 5月、中之島春の文化祭2024参加作品『ゆるすまじ』（脚本・演出：島原夏海）[40]
- 8月 - 9月、無名劇団・尾形大吾 共同プロデュース 東阪ツアー公演『BURNS FAMILY』（脚本・演出：島原夏海）[41][5] - 東京公演で第36回池袋演劇祭に参加、CM大会賞受賞[42][43]。
- 11月、「鶴見橋演劇祭 vol.2」を開催[44]。

2025年
- 2月、アトリエ公演『私戯曲 りんごのうた』『大阪少女 令和編』『4人のアケミ』『4人のアキオ』ほか[45]
- 5月、舞台同様に実在店舗の実話を作品化するショートドラマシリーズをYouTubeチャンネルで公開開始。
- 5月、中之島春の文化祭2025参加作品『どうしようかい』（脚本：中條岳青、演出：島原夏海）[46]

## 賞歴
2015年
- 應典院舞台芸術祭 space×drama 2015：優秀劇団（優勝に相当）

2016年
- ウイングカップ6：優秀賞
- Display×Drama Bedroom Show Battle：優勝
- 應典院舞台芸術祭 space×drama 2016：演出賞
- ウイングカップ7：審査員特別賞

2017年
- 平成29年度アイホール次世代応援企画 break a leg 選出

2022年
- 第34回池袋演劇祭：豊島新聞社賞、CM大会賞

2023年
- 関西演劇祭2023：審査員特別賞

2024年
- 第36回池袋演劇祭：CM大会賞